# António Saraiva
António da Cruz Pinto Saraiva (Peso da Régua, 3 de mayo de 1934 – Portimão, 7 de mayo de 2018), conocido futbolísticamente como Saraiva, fue un futbolista portugués que jugó como defensa, tanto en el centro como en la derecha de la zaga.

## Carrera
Nacido en Peso da Régua, Saraiva empezó a jugar en el club de su ciudad natal, el Sport Club Régua, antes de fichar por el S.C. Salgueiros. En 1956, fichó por el Caldas Sport Clube, llamando la atención del S.L. Benfica, que lo fichó en 1959, tras el descenso del Caldas.
Debutó el 22 de noviembre de 1959 de la mano de Béla Guttmann y, a lo largo de cuatro temporadas, disputó 29 partidos de liga, marcando un solo gol. Su último partido con el Benfica fue el 24 de marzo de 1963, con Fernando Riera.

## Clubes
| Club       | País     | Año       | Partidos | Goles |
| ---------- | -------- | --------- | -------- | ----- |
| SC Régua   | Portugal | 1954–1955 |          |       |
| Salgueiros | Portugal | 1955–1956 |          |       |
| Caldas     | Portugal | 1956–1959 | 74       | 3     |
| Benfica    | Portugal | 1959–1963 | 29       | 1     |

## Honours
Benfica
- Copa de Europa; 1960-61, finalista 1961-62
- Primeira Divisão: 1959–60, 1960–61,  1962–63
- Copa de Portugal: 1961-62